# 九龙大道站
九龙大道站是台州市域铁路S1线的一个车站，位于中华人民共和国浙江省台州市温岭市城西街道中华路和九龙大道交叉路口。该站于2022年12月28日启用。

## 车站结构
本站主体结构为地下二层结构，采用二层二跨（设备区采用二层三跨）钢筋混凝土箱型结构。车站全长219米，主体结构基坑深度约为19.2米，采用明挖法施工。

### 车站楼层
| 地下一层 | 站厅     | 售票机、客服中心、商店、警务室、安检设施      |  |  |
| 地下二层 | 一站台   | S1线 城南方向（下站：万昌路）                 |  |  |
|          | 岛式站台 |                                               |  |  |
|          | 二站台   | S1线 台州火车站方向（下站：温岭第一人民医院） |  |  |

### 站台
本站设有一个岛式站台，位于中华路的地底。

## 接驳交通

### 城西街道（银泰城）
- 公交线路：16路（西庄-东湖公交站）、14路（康和佳园-南城客运站）[4]

### 行政服务中心
- 公交线路：20路（南城客运站-温峤公交站）、24路（六份村-康和佳园）、8路（肖溪村部-温峤公交站）、211路（松门车站-火车站）[4]

## 历史
本站在规划和施工阶段名为城西站。2022年6月29日，本站由“城西站”更名为“九龙大道站”。

### 大事记
- 2019年12月16日，本站第二施工段底板垫层混凝土顺利浇筑完成[3]。
- 2023年5月14日，本站举行“花韵留香·告白母爱”母亲节主题活动[6]。
- 2023年5月27日13时至21时，本站站厅层开展“办卡零距离 出行无忧虑”一卡通业务服务活动[7]。
- 2023年6月14日，本站站厅层开展“低碳出行、绿建未来”主题活动[8]。
- 2023年6月16日10时至16时，本站开展安全生产宣传咨询日主题活动[9]。
- 2023年6月17日，本站B口开始进行全封闭整改[10]。
- 2023年7月24日，本站C口开始进行全封闭整改[11]。